# Komitet Wyzwolenia Narodów Rosji

Flaga używana przez KONR i podlegające mu wojska

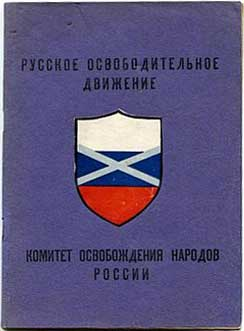
Broszura Komitetu Wyzwolenia Narodów Rosji

Komitet Wyzwolenia Narodów Rosji (ros. Комитет освобождения народов России, KONR) – kolaboracyjny komitet złożony z rosyjskich wojskowych i cywilnych działaczy antykomunistycznych, działający pod niemieckim nadzorem pod koniec II wojny światowej.

## Geneza
Głównym założycielem Komitetu Wyzwolenia Narodów Rosji był gen. Andriej Własow. Po ataku Niemiec na ZSRR 22 czerwca 1941 r., pełnił funkcje dowódcy kolejno: 4. Korpusu Zmechanizowanego, 37. Armii, 20. Armii i od marca 1942 r. – 2. Armii Uderzeniowej i jednocześnie zastępcy dowódcy Frontu Wołchowskiego, którego wojska miały przyjść z pomocą oblężonemu Leningradowi. Okrążony przez Niemców, 12 czerwca 1942 dostał się do niewoli. Został osadzony w obozie jenieckim w Winnicy, gdzie zredagował „List otwarty do władz niemieckich”, w którym skrytykował sowieckie państwo i przekonywał o konieczności sformowania rosyjskiej armii narodowej dla zniszczenia stalinizmu.
Niemcy wykorzystali gen. Własowa do prowadzenia akcji nawoływania żołnierzy sowieckich do dezercji, ale nie podjęli na razie rozmów o utworzeniu ewentualnych oddziałów wojskowych. We wrześniu 1942 gen. Andriej Własow został przeniesiony do Centrum Propagandy Wehrmachtu w Berlinie, gdzie zetknął się z innymi uwięzionymi wysokimi oficerami Armii Czerwonej. Powstała wtedy tzw. „Deklaracja smoleńska”, która głosiła konieczność zbudowania nowej demokratycznej Rosji. Sygnatariusze dokumentu powołali Ruch Wyzwoleńczy. Jednakże do połowy 1944 roku jego działalność była bardzo ograniczona. Niemcy wykorzystywali gen. Własowa jedynie do celów propagandowych, dwukrotnie wysyłając go na okupowane tereny rosyjskie, gdzie usiłował przekonać do swojej idei Rosjan.
Podejmowano trudy mające na celu zorganizowanie dla Ruchu Wyzwoleńczego sił zbrojnych. Zaczęto formować spośród jeńców wojennych i miejscowej ludności cywilnej ochotnicze oddziały wojskowe do walki z Armią Czerwoną. Miały one stanowić trzon przyszłej armii rosyjskiej. Niemcy prowadzili przez prawie pół roku pertraktacje z rannym gen. Michaiłem F. Łukinem, b. dowódcą 19, a następnie 20 Armii, aby stanął na czele Ruchu Wyzwoleńczego i podporządkowanych mu oddziałów wojskowych. W tym czasie wielu wziętych do niewoli generałów Armii Czerwonej w rozmowach ze stroną niemiecką rozważało zaangażowanie się w walkę z reżimem sowieckim Józefa Stalina. Generał Łukin postawił jednak warunek sformowania rosyjskiej armii narodowej pod rodzimym dowództwem, która byłaby jedynie sprzymierzona z siłami zbrojnymi III Rzeszy. Jej celem miało być doprowadzenie do utworzenia nowej Rosji bez władzy komunistów. W pierwszym okresie ciągłych zwycięstw nad Armią Czerwoną było to dla Niemców zbyt wiele. Dlatego odrzucili warunki gen. M.F. Łukina i rozwiązali tworzone oddziały wojskowe.
Nie wpływał korzystnie na pozycję Własowa respekt Niemców wobec jego rywala, Bronisława Kaminskiego, któremu udało się zarządzać utworzonym na części ziem rosyjskich funkcjonującym sprawnie quasi-państwem, Republiką Łokocką, a także zorganizować nieliczne, acz bitne oddziały znane jako RONA. Zagrożenie dla Własowa z jego strony zniknęło, dopiero gdy stacjonujący w Warszawie Kaminski zraził do siebie Niemców brakiem subordynacji i został zabity.

## Działalność Komitetu
Wobec krytycznej sytuacji Niemiec dopiero 16 września 1944 roku Adolf Hitler zgodził się na spotkanie gen. Własowa z Heinrichem Himmlerem, który był silnym przeciwnikiem rosyjskich dążeń politycznych i wojskowych. Zakończyło się ono wyrażeniem zgody przez Reichsführera-SS na utworzenie oficjalnej rosyjskiej organizacji politycznej pod nazwą Komitet Wyzwolenia Narodów Rosji, opublikowanie manifestu politycznego oraz utworzenie rosyjskich sił zbrojnych pod dowództwem gen. Własowa jako armii sojuszniczej. Władzy Komitetu mieli być poddani wszyscy obywatele ZSRR znajdujący się na terytoriach zajmowanych jeszcze przez wojska niemieckie; faktycznie nigdy to nie nastąpiło.
Na czele KONR stanęli gen. Andriej Własow, gen. Gieorgij Żylenkow, gen. Wasilij Małyszkin, gen. Fiodor Truchin, gen. Michaił Mieandrow, płk Władimir Bojarski, płk Wiktor Malcew i płk Siergiej Buniaczenko. Struktura organizacyjna Komitetu wyglądała następująco:
- Główny Urząd Organizacyjny – gen. W.F. Małyszkin,
- Wydział Personalny – oberleutnant N. Liwiencew,
- Wydział Prawny – prof. I.D. Grimm,
- Wydział Ideologiczny – A.N. Zajcew-Artiomow,
- Wydział Administracyjno-Gospodarczy – N. Kawas,
- Główny Urząd ds. Stosunków Zewnętrznych – J.S. Szerebkow,
- Główny Urząd ds. Propagandy – gen. Gieorgij N. Żylenkow,
- Wydział Finansowy – prof. S. Andriejew,
- Wydział ds. Stosunków Kościelnych – N. Budziłowicz,
- Wydział Pomocy Ludności – G.A. Alieksiejew,
- Główny Urząd ds. Cywilnych Stosunków – gen. Dmitrij Zakutny,
- Wydział Sanitarny – prof. Fiodor Bogatyrczuk,
- Rosyjski Czerwony Krzyż – prof. F. Bogatyrczuk,
- Wydział Bezpieczeństwa – Tensorow alias Pusanow.

Celami ogólnymi KONR były:
- zrzucenie tyranii Józefa Stalina, wyzwolenie narodów Rosji spod władzy bolszewików i przywrócenie społeczeństwu tych praw, które wywalczono podczas rewolucji lutowej,
- zakończenie działań wojennych i podpisanie honorowego pokoju z Niemcami,
- zaprowadzenie w Rosji nowego systemu politycznego bez bolszewików i wyzyskiwaczy.

Utworzenie KONR spowodowało dużą krytykę wśród wielu dygnitarzy hitlerowskich, głównie z powodu postawienia na jego czele gen. Własowa, któremu po prostu nie ufali i uważali, że reprezentuje rosyjski nacjonalizm i zdradzi Niemców przy pierwszej nadarzającej się okazji. Poza tym nie akceptowali idei zjednoczenia wszystkich obywateli ZSRR pod zwierzchnictwem Komitetu. Jednym z największych przeciwników Własowa był główny ideolog NSDAP Alfred Rosenberg. Z drugiej strony przeciwko KONR opowiedziało się większość nierosyjskich narodów ZSRR, które nie chciały podlegać jego władzy. Ostatecznie do Komitetu przystąpili jedynie przedstawiciele Kałmuków Szamba Balinow i formalnie Kozaków, ale reprezentowanych przez Rosjanina gen. E. Bałabina. Odmówili przystąpienia przedstawiciele Ukraińców, Białorusinów, Gruzinów i faktycznie Kozaków.

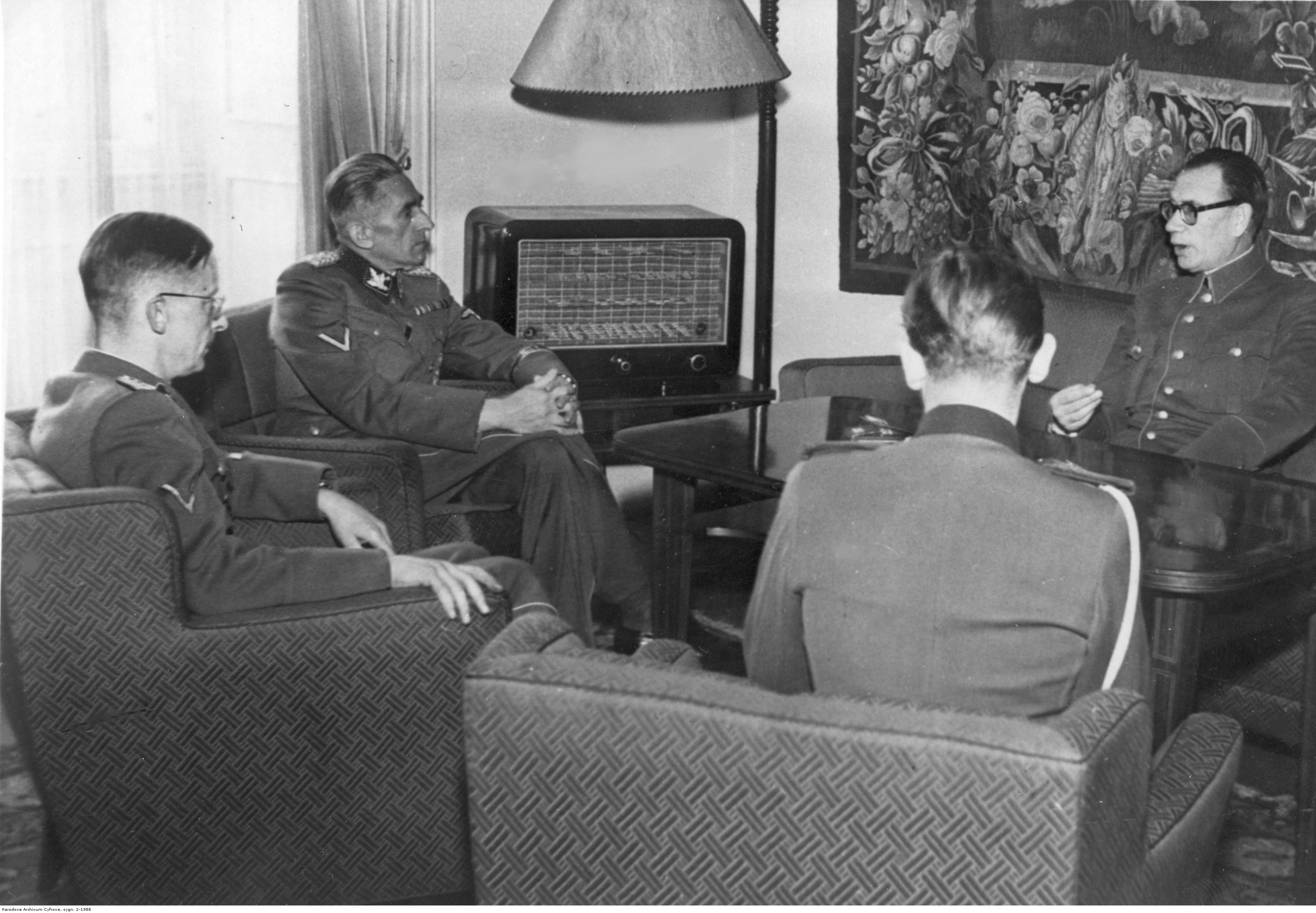
Inauguracyjne posiedzenie KONR. Praga, 14 listopada 1944

Datę ogłoszenia manifestu Komitetu, rozwijającego jego ogólne cele, ustalono na 14 listopada, zaś miejscem tego aktu wybrano Pragę – ostatnie duże miasto słowiańskie, nie zajęte jeszcze przez Armię Czerwoną. Ze strony niemieckiej w praskiej ceremonii wzięli udział z ramienia protektora Czech i Moraw Wilhelma Fricka – Karl Hermann Frank oraz wysłannik ministra spraw zagranicznych Rzeszy Joachima von Ribbentropa SS-Obergruppenführer Werner Lorenz. Ogłoszony dokument, zwany Manifestem Praskim, składał się z preambuły i 14 punktów, w których gwarantowano po wojnie wolność wypowiedzi, prasy, religii oraz prawo do samookreślenia wszystkich grup etnicznych żyjących w Rosji. Wiele aspektów manifestu było zbliżonych do postulatów głoszonych przez rosyjską białą emigrację, której przedstawicielem części kręgów w KONR był m.in. gen. Fiodor Truchin (był zarazem członkiem Narodowego Związku Rosyjskich Solidarystów). Nie występowały natomiast w dokumencie żadne akcenty antysemickie i rasistowskie, wbrew silnym naciskom nazistowskich propagandystów. W celu ich uspokojenia autorzy dokumenty zawarli natomiast w jego preambule krytyczny stosunek do zachodnich aliantów, uznając ich za współodpowiedzialnych za dyktaturę J. Stalina.
Pomimo słów poparcia i oficjalnego uznania KONR za rosyjską reprezentację polityczną zmierzającą do pokonania bolszewizmu, Niemcy nie śpieszyli się jednak spełnić swoich obietnic, co dodatkowo spotęgowało narastające napięcia wśród Rosjan. Z obiecanych początkowo dziesięciu dywizji gen. Własow dopiero 28 stycznia 1945 otrzymał jedynie dwie, słabo uzbrojone, dywizje piechoty i kilka mniejszych jednostek. W dodatku nie stanowiły one jednego związku operacyjnego. Patrz: Siły Zbrojne KONR.
W końcowej fazie wojny głównym zadaniem KONR stało się uratowanie jak największej liczby Rosjan walczących po stronie Niemców przed wydaniem w ręce Sowietów. Po kapitulacji Niemiec 8/9 maja członkowie Komitetu dostali się do niewoli alianckiej i bardzo szybko deportowano ich przymusowo do ZSRR., gdzie w sierpniu 1946 roku zostali skazani na karę śmierci i powieszeni. W sentencji wyroku figurowała „zdrada Ojczyzny i prowadzenie terrorystycznej i aktywnej działalności szpiegowskiej oraz dywersyjnej przeciwko ZSRR jako agenci niemieccy”.